# Herne (Alemanya)
Herne és una ciutat d'Alemanya, a l'estat federat de Renània del Nord-Westfàlia. Està situada a la regió del Ruhr, exactament entre les ciutats de Bochum i Gelsenkirchen. Igual que la major part de les altres ciutats de la regió, Herne era una petita vila fins al segle xix, però el seu creixement es va donar gràcies al començament de la mineria del carbó i la producció de l'acer. Actualment, Herne també inclou els poblats de Wanne i Eickel.
El mes d'agost se celebra el Cranger Kirmes, el segon festival més gran d'Alemanya, amb uns 4.500.000 visitants a l'any. Els seus orígens es remunten al segle xv. Comença oficialment el primer divendres del mes d'agost.

## Fills il·lustres
- Kurt Edelhagen (1920-1982) director d'orquestra.